# Samuel Trives
Samuel Trives Trejo, né le 8 novembre 1972 à Madrid, est un ancien joueur de handball espagnol évoluant au poste d'ailier droit. Jouant au BM Ciudad Real entre 1996 et 2005, il a pris part à l'évolution du club, passant de la lutte pour le maintien en championnat à la finale de la Ligue des champions en 2005.

## Palmarès

### En clubs
Compétitions internationales
- Vainqueur de la Coupe d'Europe des vainqueurs de coupe (2) : 2002 et 2003
- Finaliste de la Ligue des champions en 2005
- Finaliste de la Coupe des Villes en 1999

Compétitions nationales
- Vainqueur du Championnat d'Espagne (1) : 2004
  - Vice-champion en 2003, 2005
- Vainqueur de la Coupe d'Espagne (1) : 2003
- Vainqueur de la Coupe ASOBAL (2) : 2004, 2005